# Alistair Petrie
Alistair Petrie (Catterick, 30 settembre 1970) è un attore britannico. È noto per l'interpretazione del generale Draven in Rogue One: A Star Wars Story, ma soprattutto per il ruolo del preside Michael Groff nella serie Netflix Sex Education.

## Biografia
È figlio di un pilota della RAF, ed ha trascorso la sua infanzia in Inghilterra e in Africa dell'Est, per poi iscriversi alla London Academy of Music and Dramatic Art, dove ha iniziato a recitare, apparendo soprattutto a teatro.
La sua prima apparizione cinematografica è avvenuta nel 1996, recitando un piccolo ruolo nel film televisivo Emma, per poi lavorare in vari film e miniserie britanniche. La svolta è arrivata nel 2012, quando ha ottenuto un ruolo nel film Cloud Atlas e in Rush di Ron Howard, interpretando il pilota Stirling Moss e infine nel 2016 con la partecipazione alla serie TV Sex Education, nella quale interpreta Michael Groff, il preside dell'istituto e il padre di uno dei protagonisti.
È sposato con l'attrice Lucy Scott, da cui ha avuto tre figli. È ambasciatore dell'associazione Borne, la quale si occupa di spiegare le cause delle nascite premature. Nel 2007, lui e sua moglie hanno nuotato nel Canale della Manica per raccogliere fondi per l'ente di beneficenza, diventando la prima coppia sposata a completare la traversata.

## Filmografia parziale

### Cinema
- La signora Dalloway, regia di Marleen Gorris (1997)
- Man to Man, regia di Régis Wargnier (2005)
- La rapina perfetta (The Bank Job), regia di Roger Donaldson (2008)
- La duchessa (The Duchess), regia di Saul Dibb (2008)
- Cloud Atlas, regia di Lana e Andy Wachowski e Tom Tykwer (2012)
- Rush, regia di Ron Howard (2013)
- Le regole del caos (A Little Chaos), regia di Alan Rickman (2014)
- Victor: La storia segreta del dott. Frankenstein (Victor Frankenstein), regia di Paul McGuigan (2015)
- Rogue One: A Star Wars Story, regia di Gareth Edwards (2016)
- Hellboy, regia di Neil Marshall (2019)
- The Cursed, regia di Sean Ellis (2021)

### Televisione
- The Forsyte Saga – serie TV, 10 episodi (2002-2003)
- Mutual Friends – serie TV, 4 episodi (2008)
- Utopia – serie TV, 11 episodi (2013-2014)
- Sherlock – serie TV, episodio 3x02 (2014)
- Harley and the Davidsons, regia di Ciarán Donnelly e Stephen Kay – miniserie TV, puntata 3 (2016)
- The Night Manager – serie TV, 6 episodi (2016)
- The Terror – serie TV, 6 episodi (2018)
- Deep State – serie TV, 14 episodi (2018-2019)
- Sex Education – serie TV, 24 episodi (2019-2023)
- Silent Hours, regia di Mark Greenstreet – film TV (2021)
- Deep Heat – serie TV, 6 episodi (2022)
- Agatha Christie - Perché non l'hanno chiesto a Evans? (Why Didn't They Ask Evans?), regia di Hugh Laurie – miniserie TV, 3 puntate (2022)
- Funny Woman - Una reginetta in TV (Funny Woman) – serie TV, 9 episodi (2023-2024)
- Andor – serie TV, 4 episodi (2025)

## Doppiatori italiani
Nelle versioni in italiano delle opere in cui ha recitato, Alistair Petrie è stato doppiato da:
- Luca Biagini in Rogue One: A Star Wars Story, Hellboy, Sex Education, The Cursed, Andor
- Angelo Maggi in Victor - La storia segreta del Dottor Frankenstein, Deep State
- Franco Mannella in Rush, Funny Woman - Una reginetta in TV
- Mauro Gravina in Sherlock, Agatha Christie - Perché non l'hanno chiesto a Evans?
- Paolo Marchese in La rapina perfetta
- Roberto Certomà in Cloud Atlas
- Massimo Bitossi in The Night Manager